# Jurong (Jiangsu)
Pour les articles homonymes, voir Jurong.
Jurong (chinois : 句容市 ; pinyin : Jùróng shì) est une ville-district de la province du Jiangsu en Chine. Elle est placée sous la juridiction de la ville-préfecture de Zhenjiang.

## Démographie
La population du district était de 602 049 habitants en 1999, contre 640 000 en 2021.

Quelques aspects de Jurong, sans le projet Evergrande
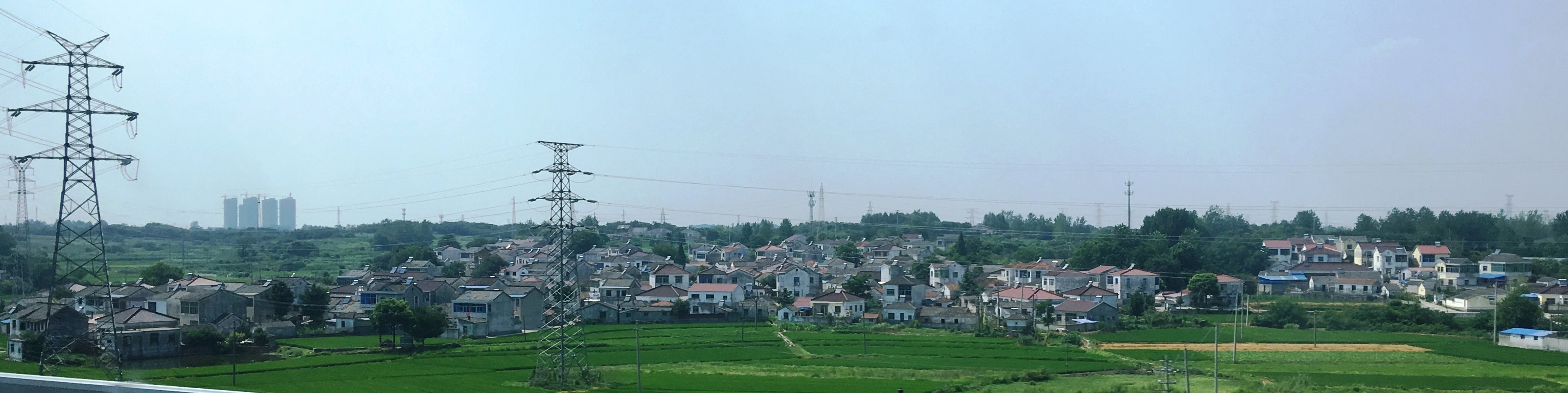
Zhenjiang Jurong: à l'horizon, tours en construction en 2017.
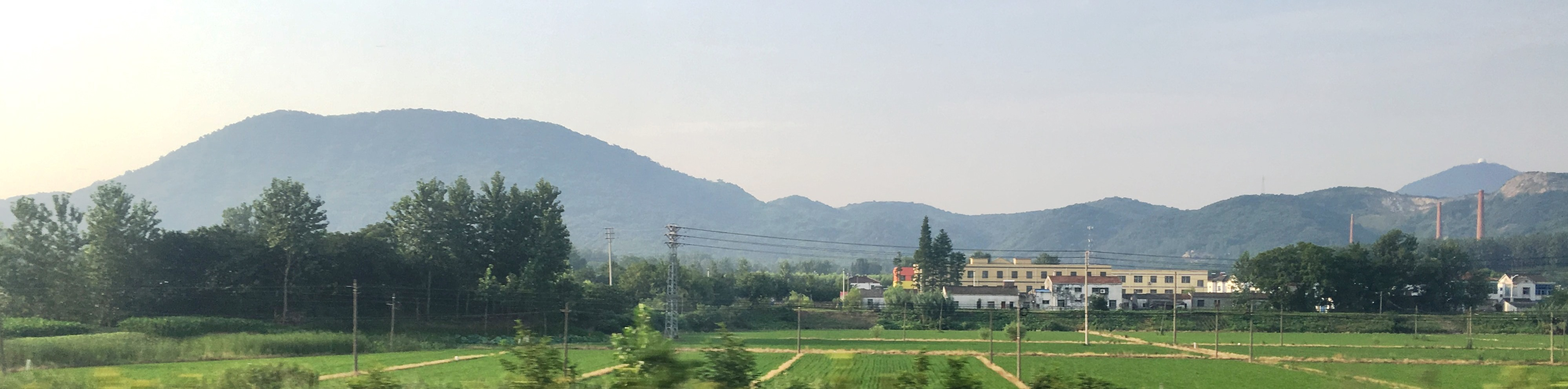
Zhenjiang Jurong, village de Zhongchun
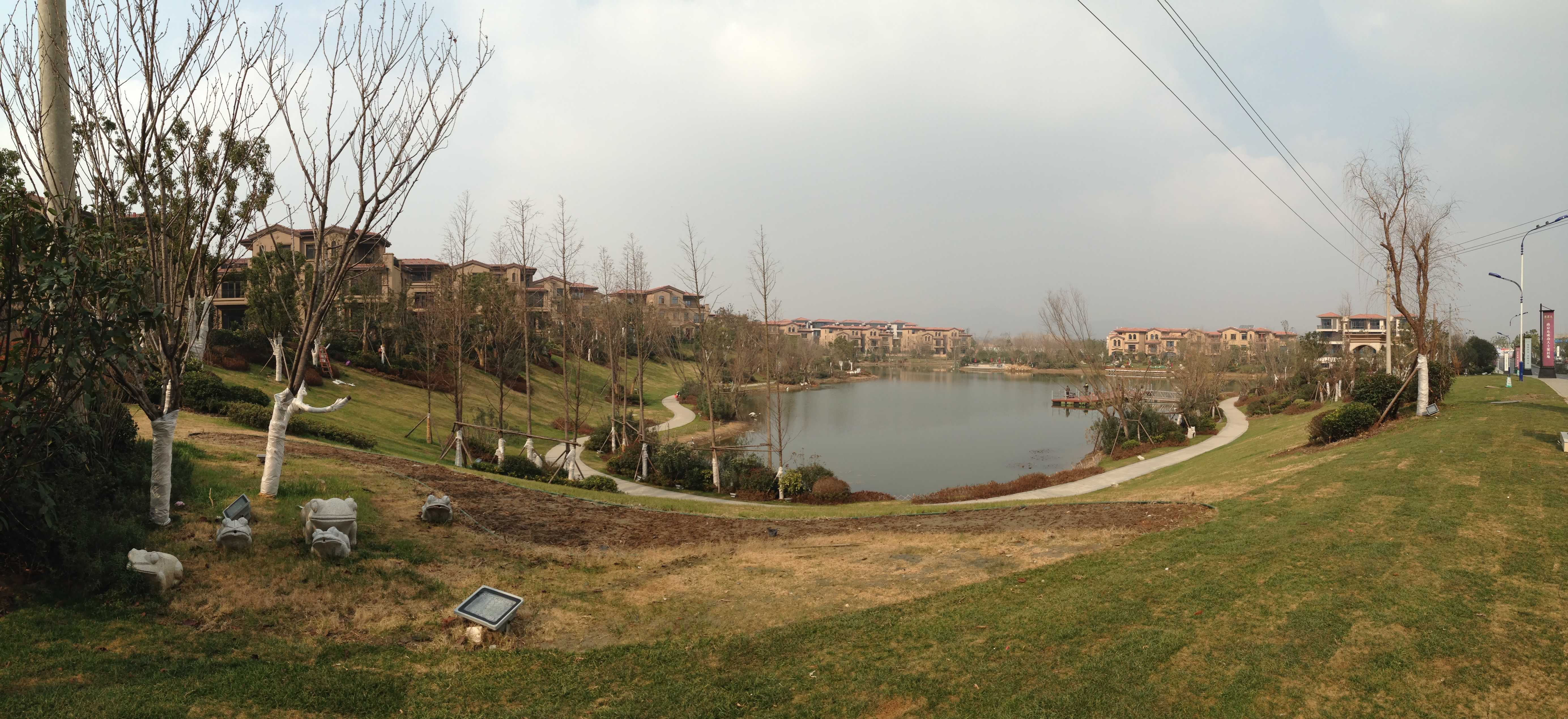
"Jardin de campagne de Jurong", lac de la "Country Garden Phoenix City"
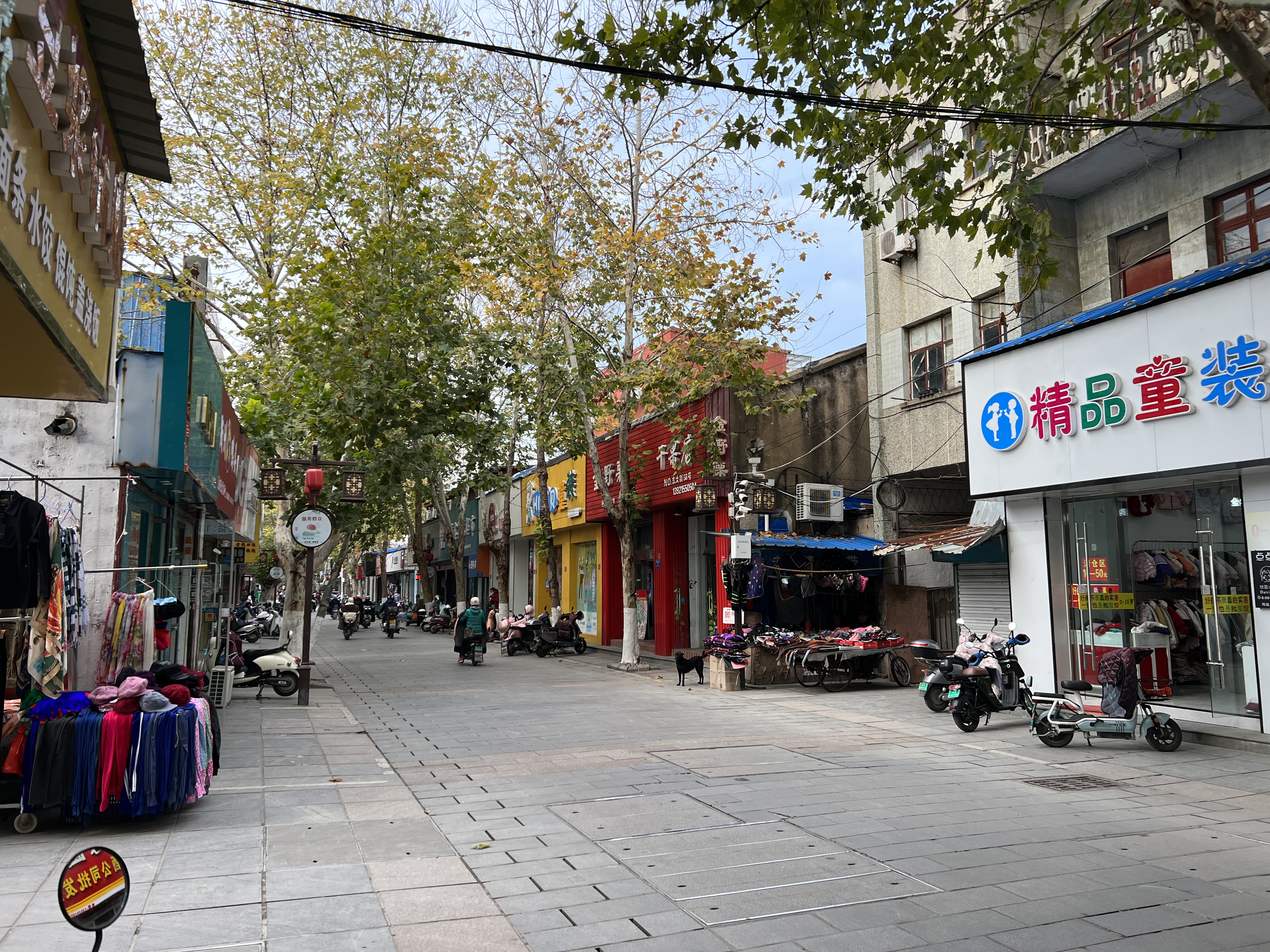
Rue Jurong Est
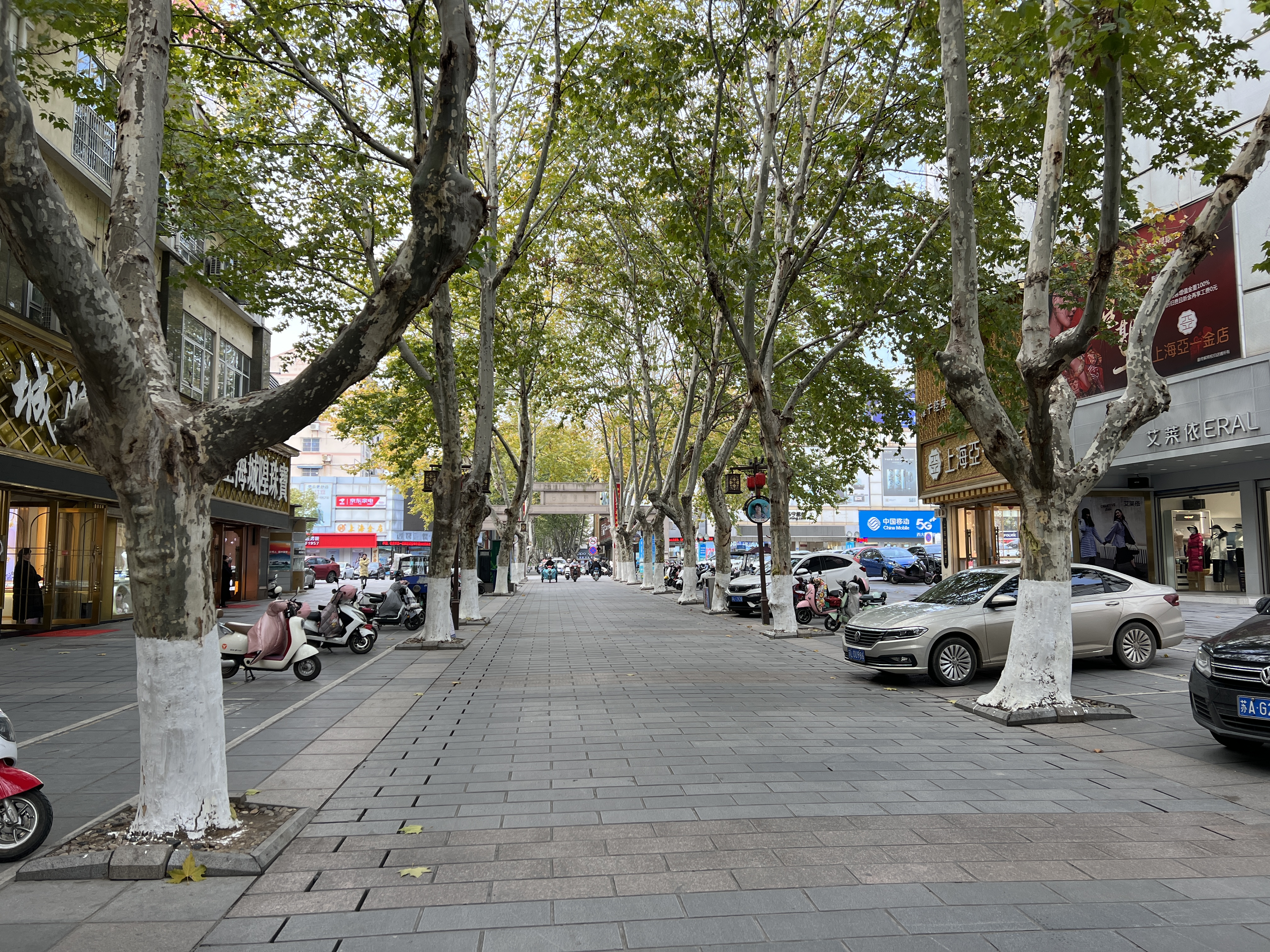
Rue Jurong Est
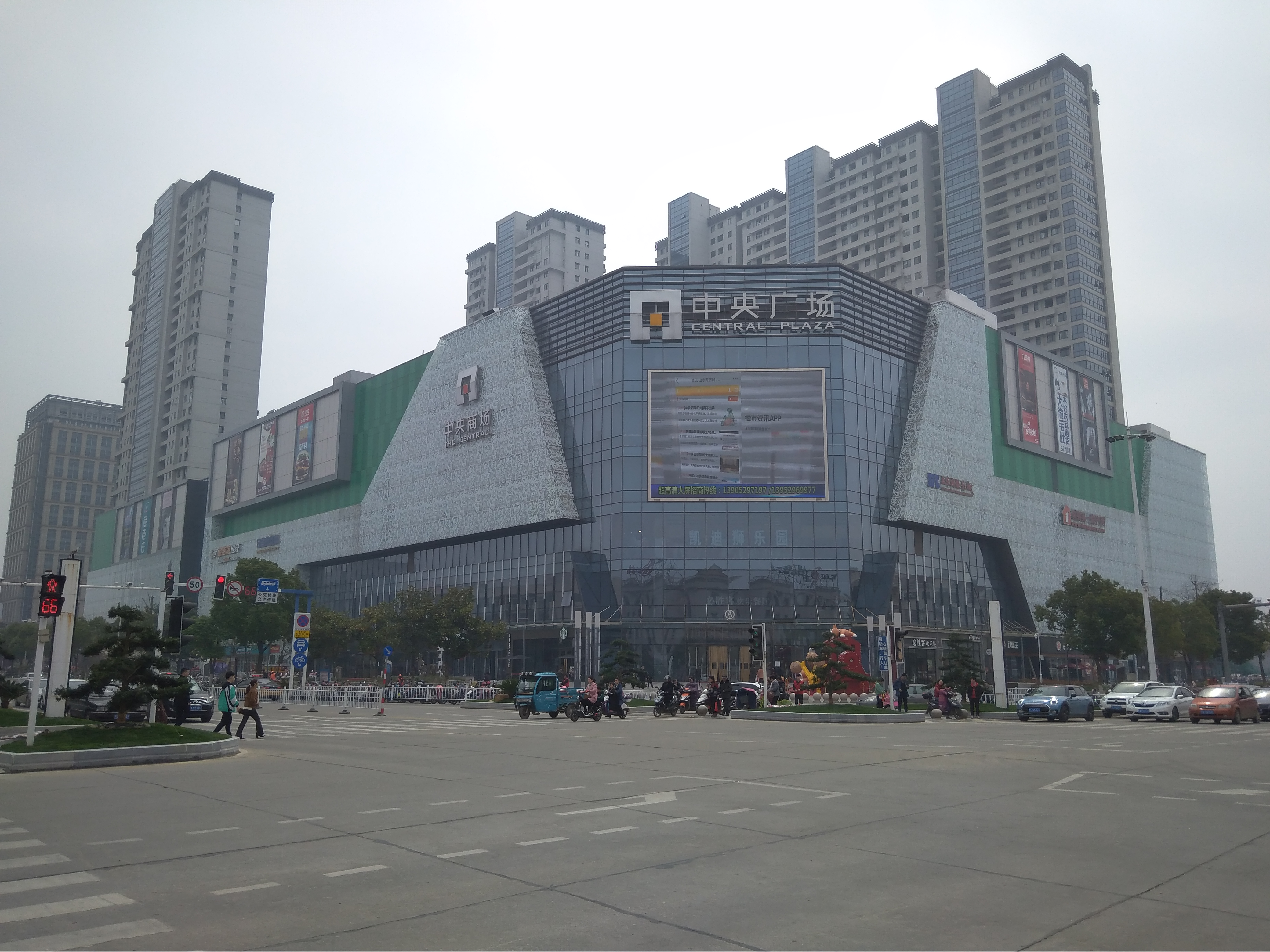
Place centrale de Jurong
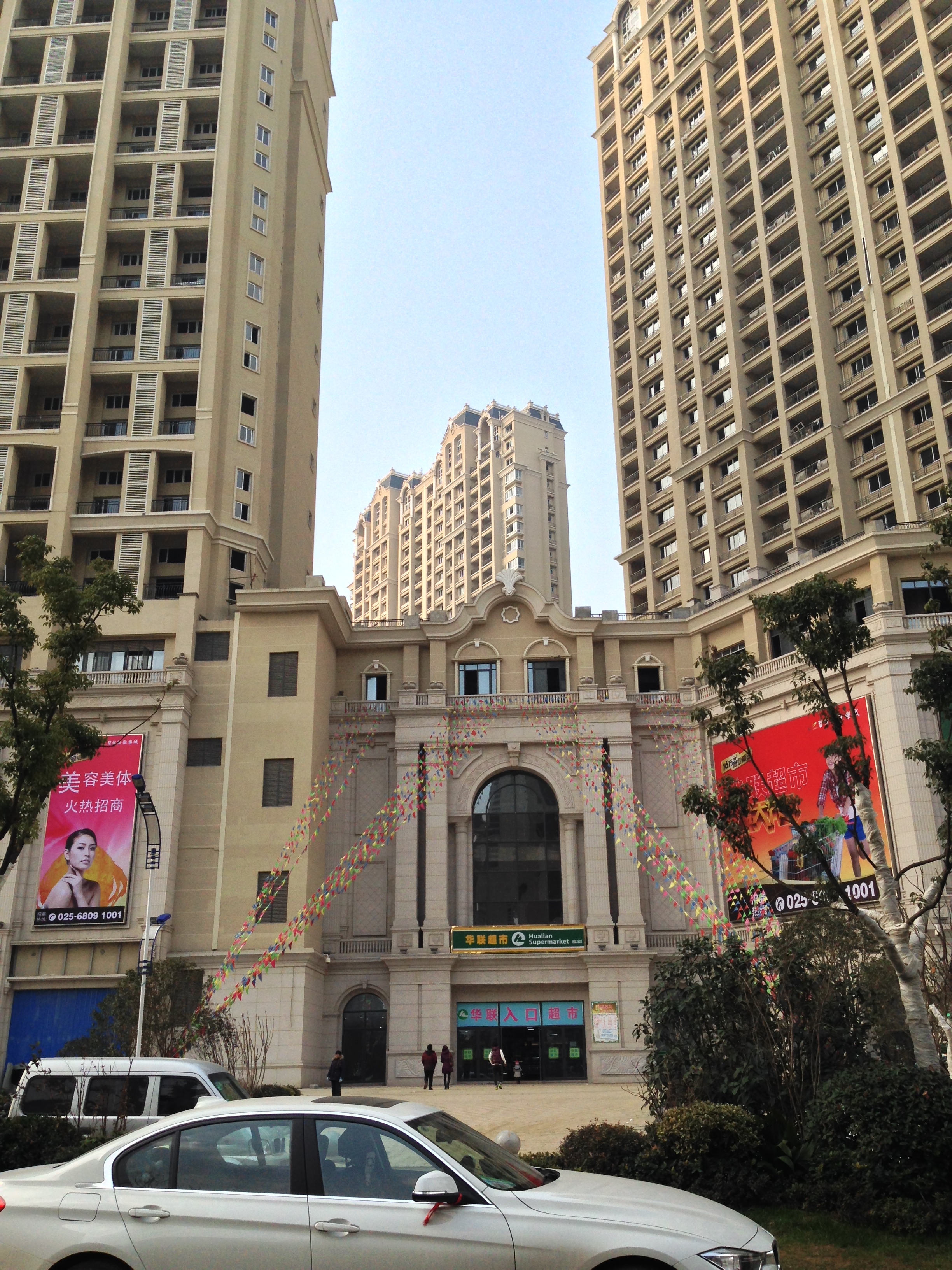
Supermarché Hualian de Jurong. Country Garden Phoenix City
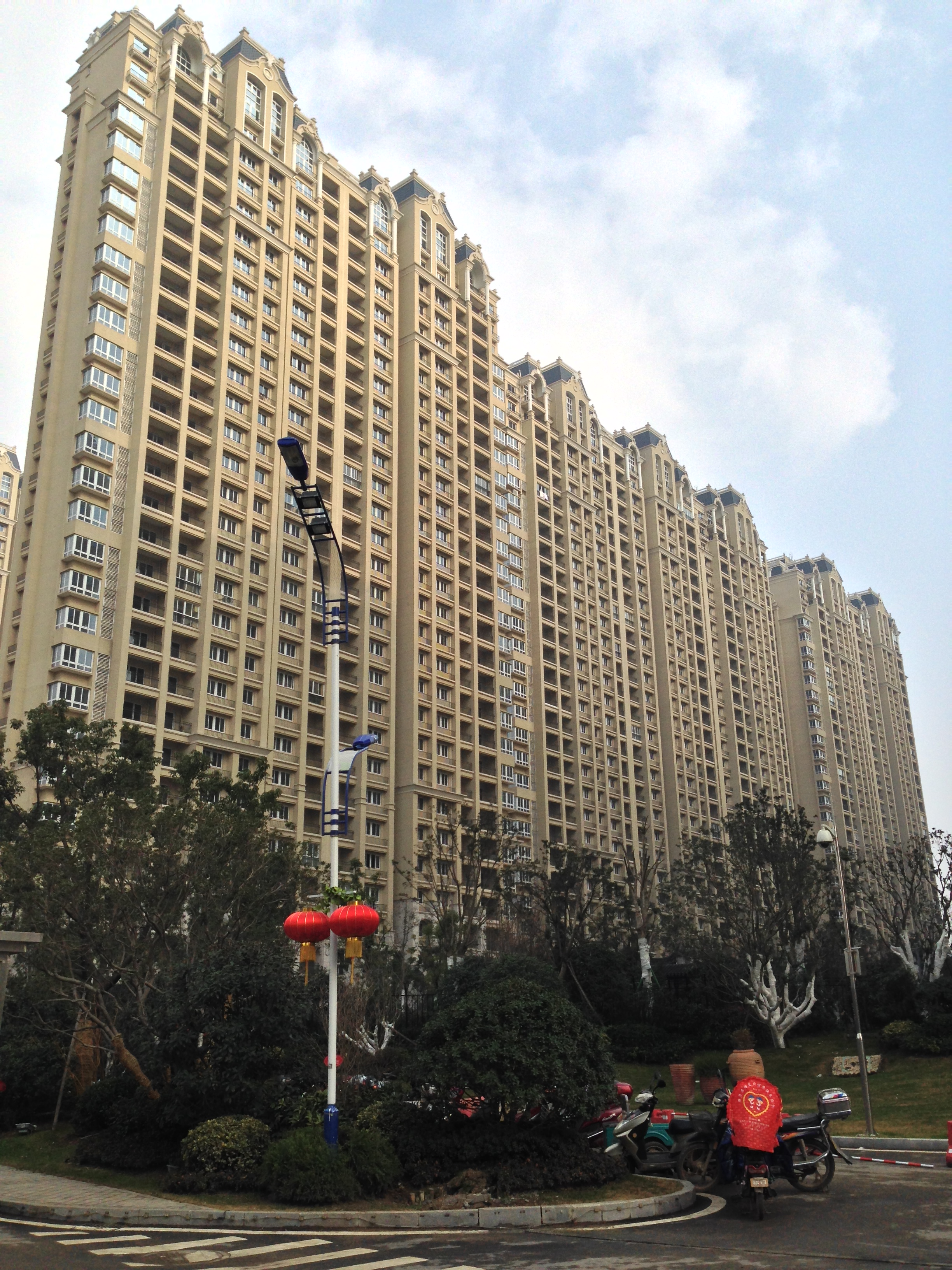
Immeuble d'appartements Jurong Country Garden Phoenix
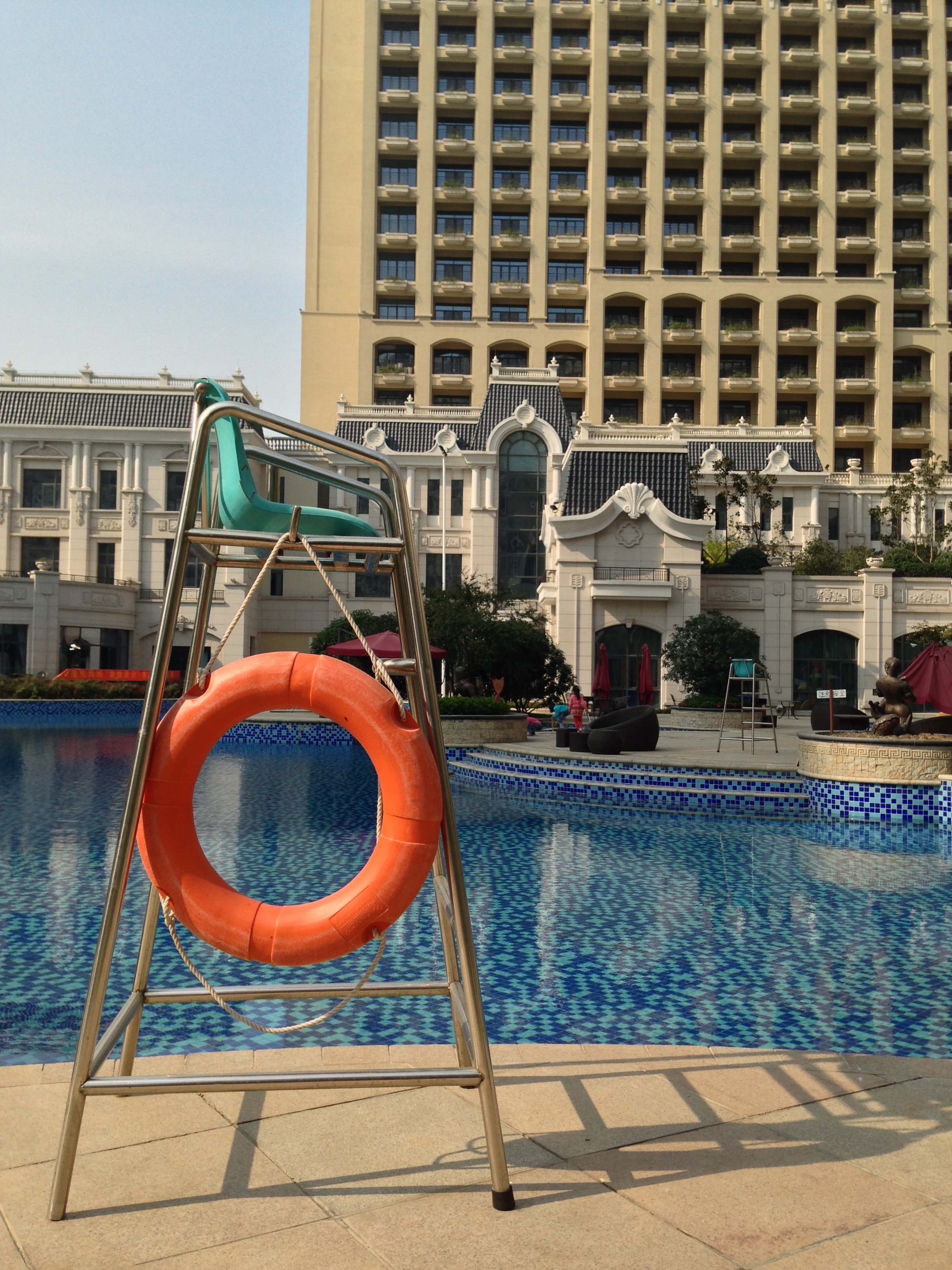
Piscine du Country Garden Phoenix
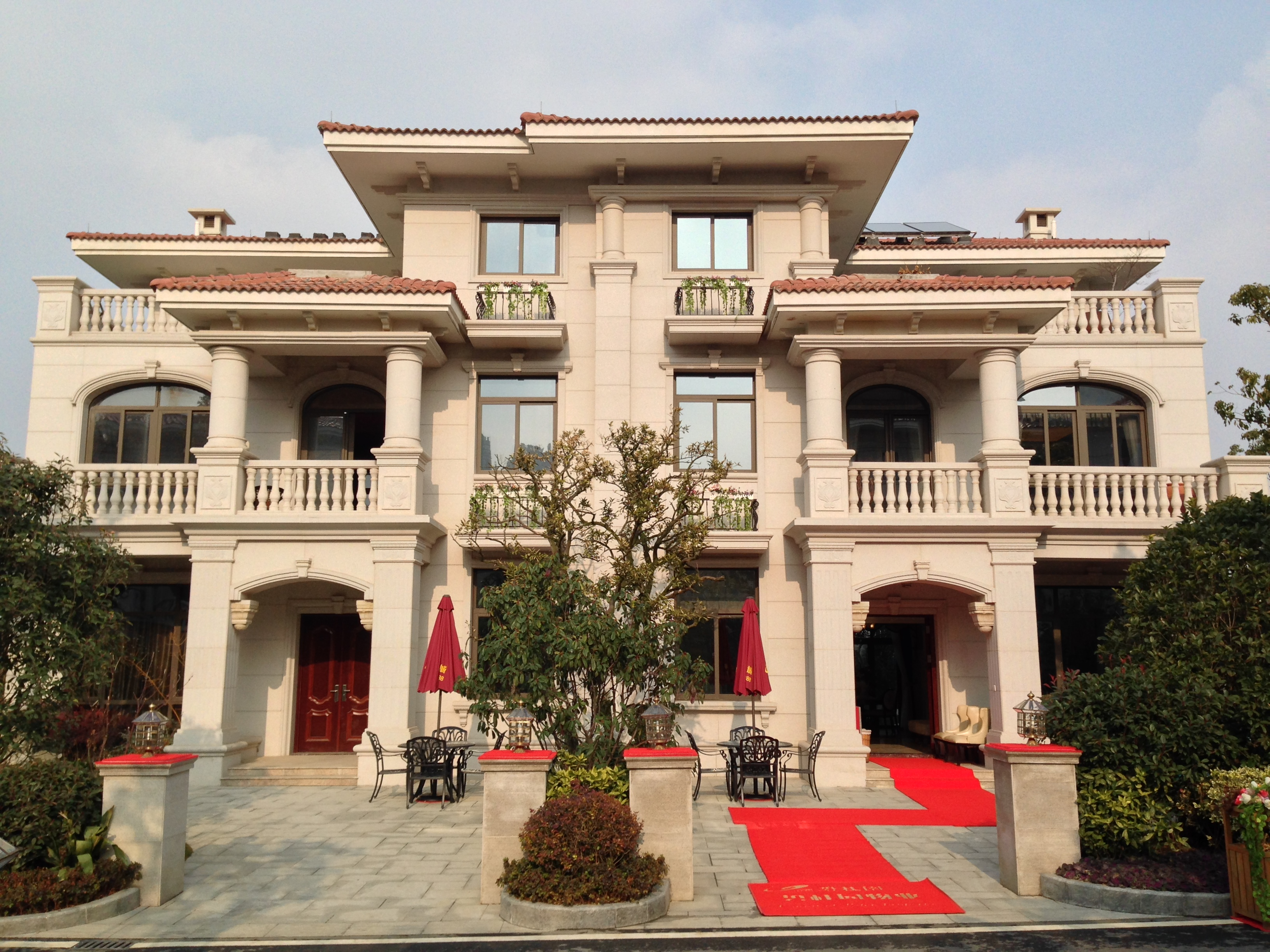
Jurong Country Garden Phoenix : une des Emerald Island Villa
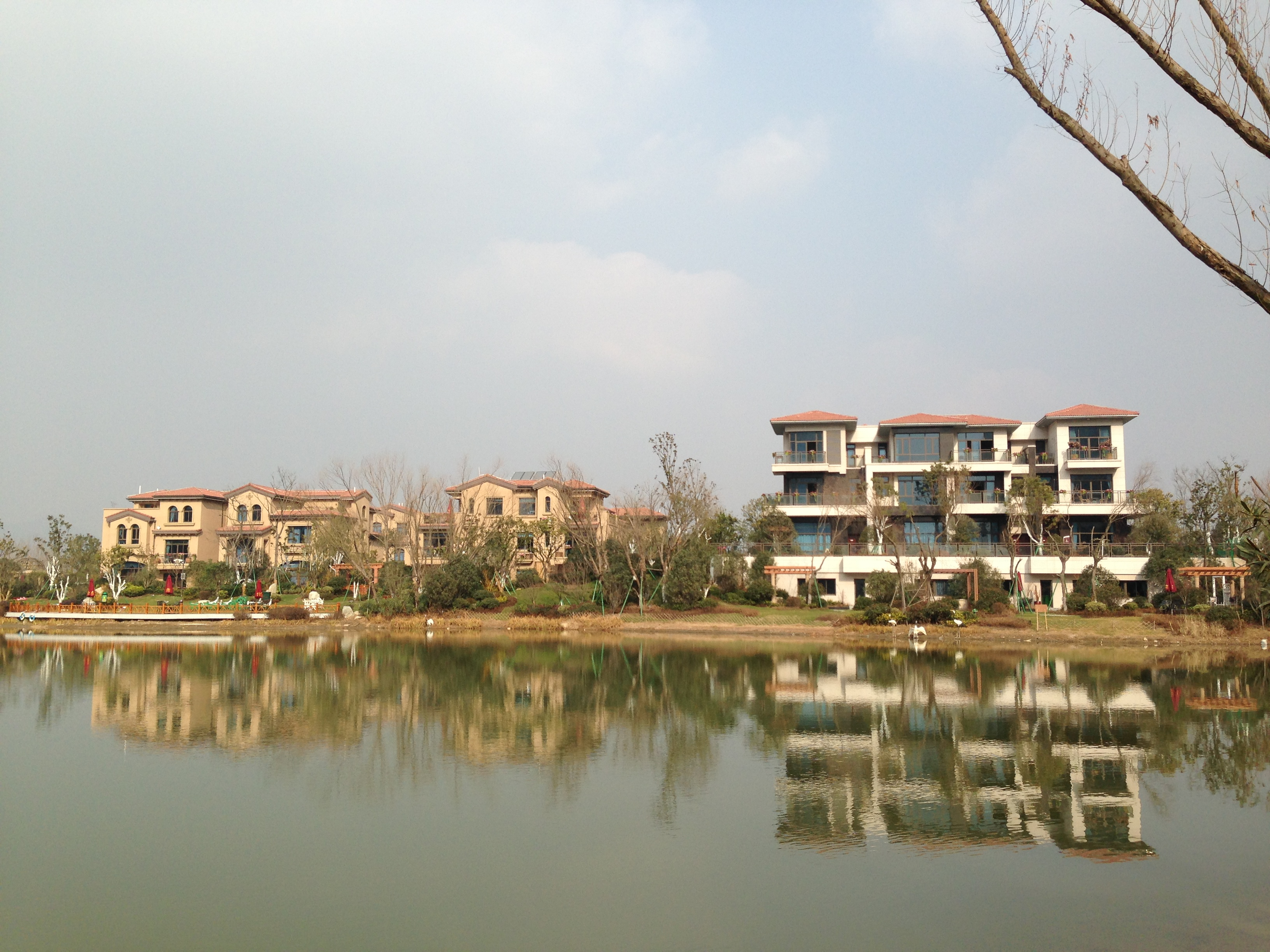
Idem : quelques-unes des Emerald Island Villa
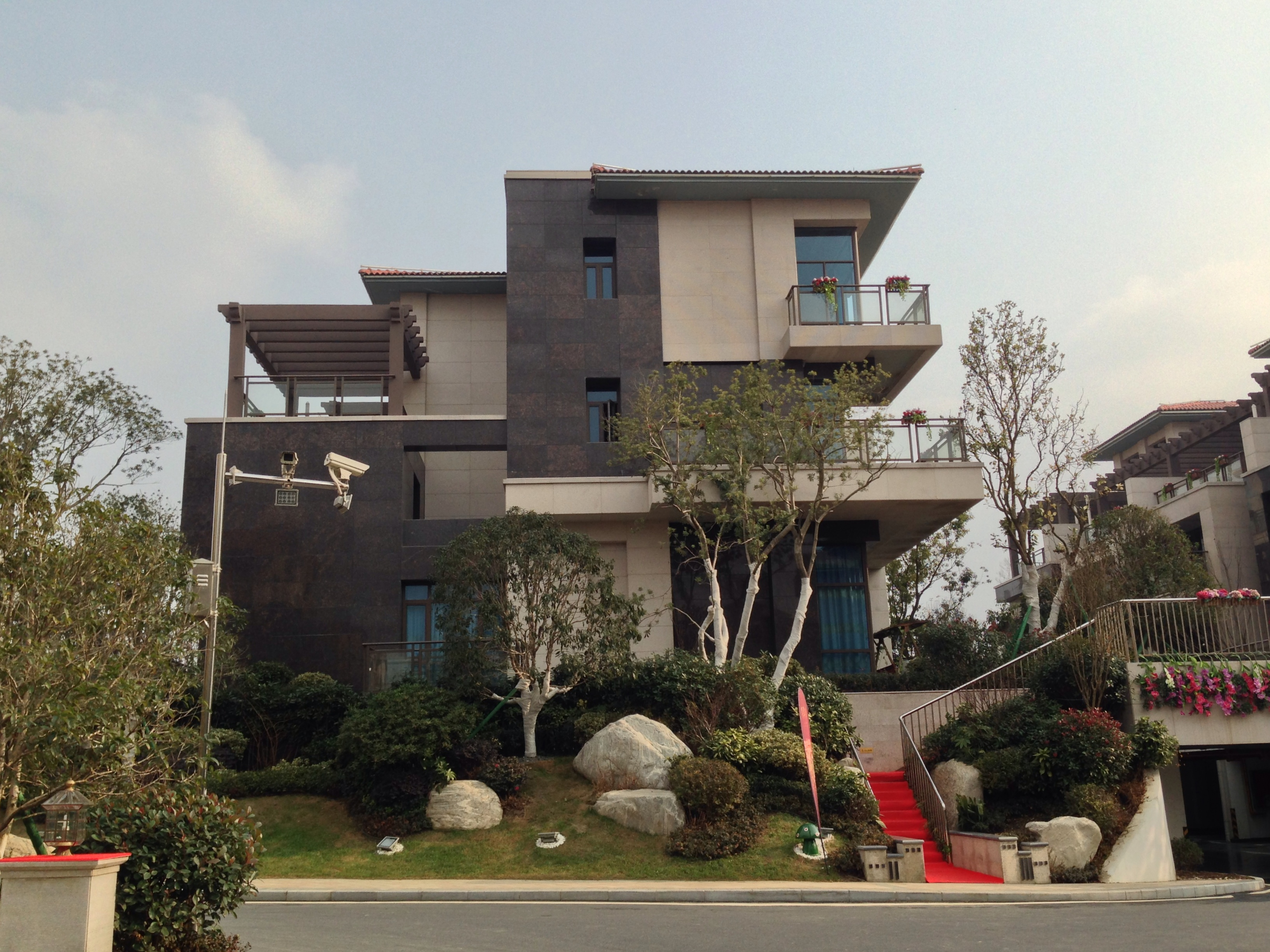
Idem : une des Emerald Island Villa

## Urbanisme
En 2017, le promoteur Evergrande Group lance plusieurs projets en Chine mêlant immobilier résidentiel et parcs d'attractions, dont un à Jurong, sur 134 hectares, prévoyant 56 immeubles de 24 étages chacune. En 2021, dans un contexte de bulle immobilière, le chantier est stoppé en raison du surendettement du groupe. Aucune personne n'habite les tours déjà construites tandis que les appartements en vente, même bradés, n'intéressent plus personne ; les ouvriers ont eux déserté le site.